# Remington (Ohio)
Remington é um lugar designado pelo censo localizado no condado de Hamilton no estado estadounidense de Ohio. No Censo de 2010 tinha uma população de 328 habitantes e uma densidade populacional de 591,78 pessoas por km².

## Geografia
Remington encontra-se localizado nas coordenadas 39° 13′ 54″ N, 84° 19′ 10″ O. Segundo o Departamento do Censo dos Estados Unidos, Remington tem uma superfície total de 0.55 km², da qual 0.55 km² correspondem a terra firme e (1.4%) 0.01 km² é água.

## Demografia
Segundo o censo de 2010, tinha 328 pessoas residindo em Remington. A densidade populacional era de 591,78 hab./km². Dos 328 habitantes, Remington estava composto pelo 85.98% brancos, 0.91% eram afroamericanos, 0.3% eram amerindios, 10.98% eram asiáticos, 0% eram insulares do Pacífico, 0.3% eram de outras raças e o 1.52% pertenciam a duas ou mais raças. Do total da população 0.61% eram hispanos ou latinos de qualquer raça.